# Metacity
Metacity（发音的押韵与“capacity”类似，重音在第二个音节上）曾经是GNOME 2桌面环境下默认的复合窗口管理器。  Metacity的开发工作是由Havoc Pennington发起的，并且它以GNU通用公共许可证这个许可协议授权分发。
在GNOME 2.2正式引进Metacity之前，GNOME陆续使用了Enlightenment和Sawfish作为它的窗口管理器。虽然Metacity是GNOME工程的一部分来并且被设计为集成进GNOME桌面，但它并不需要GNOME才能运行。同样GNOME也可以使用各种不同的窗口管理器，只要它们支持ICCCM规范。
Metacity由GTK+实现，这使得它可以主题化并与其他GTK+应用程序相融合。
2011年，Gnome 3发布，Metacity被Mutter代替。於GNOME 3.12時，移植到GTK+ 3，成為GNOME Flashback的預設視窗管理員。

## 哲学
Metacity的理念是简单和适用而非新颖和花哨。它的作者将其描述为“Boring window manager for the adult in you. Many window managers are like Marshmallow Froot Loops; Metacity is like Cheerios。”

## 主题
尽管Metacity的主题开发文档还未完成，为Metacity而写的主题已经有很多了。你可以从GNOME的艺术站点art.gnome.org （页面存档备份，存于）下载到非常多数量的主题。最流行的主题是Clearlooks，从GNOME 2.12开始它已经成为GNOME的默认主题了。 

## 争议
Metacity不像GNOME以前的窗口管理器，它没有多少可配置的选项，它的默认设置成为争论的地方。Metacity认为这与GNOME的设计理念一样，是为了让新的电脑用户摆脱那些额外的像Sawfish和Enlightenment一样的配置。Havoc Pennington写了一篇论文来解释为什么它写了Metacity并且它使GNOME桌面变得更加易用。批評者认为Metacity已经牺牲了灵活性和与Unix应用程序相关联的控制能力。这个已经意识到的灵活性缺失导致了如Devil's Pie 和Brightside这些扩展的开发。

## 引用
1. ↑  .   [2006-10-17]. （原始内容存档于2007-09-27）.
2. ↑  .   [2007-03-26]. （原始内容存档于2013-06-25）.
3. ↑  .   [2006-10-17]. （原始内容存档于2012-07-15）.
4. ↑  .   [2006-10-17]. （原始内容存档于2007-03-11）.
5. ↑  .   [2007-03-26]. （原始内容存档于2013-08-14）.
6. ↑  .   [2006-10-17]. （原始内容存档于2011-08-23）.